# Ouk yodisé brève
L’ouk yodisé brève (majuscule : , minuscule : ) est une lettre de l'alphabet cyrillique qui a été utilisée en roumain écrit avec l’alphabet cyrillique roumain au XIXe siècle. Elle est composée d’un ouk yodisé avec une brève.

## Utilisation

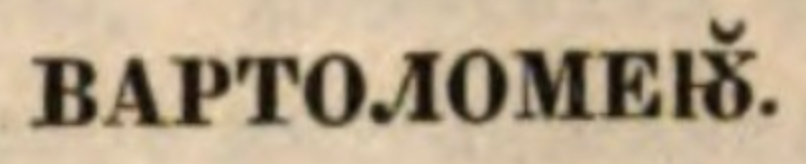
« Vartolomeu » avec l’ouk yodisé brève avec l’alphabet cyrillique roumain.

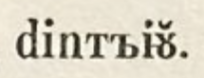
« dintăiu » avec l’ouk yodisé brève avec l’alphabet cyrillique.

L’ouk yodisé et sa forme courte, l’ouk yodisé brève, sont introduits dans l’orthographe et l’alphabet cyrillique roumain d’Ion Heliade Rădulescu dans les années 1820.
Heliade Rădulescu imprime plusieurs ouvrages avec cet alphabet.
L’ouk yodisé brève est notamment utilisé dans le dictionnaire allemand-roumain de Teodor Stamati.
L’ouk brève ‹ ꙋ̆ › et l’ouk yodisé brève ‹  › correspondent à la lettre ŭ et au digramme iŭ utilisés en fin de mot dans l’orthographe latine roumaine du XIXe siècle, et au u et iu en fin de mot jusqu’à la réforme orthographique de 1953, pour noter un u muet (u mut) d’origine étymologique.

## Représentation informatique
Cette lettre n’a pas été codée dans une norme informatique et n’a pas de représentation dans Unicode.
La lettre peut être représentée avec les polices de caractères utilisant les caractères Unicode à usage privé suivant le codage défini dans le Unified encoding of Early Cyrillic in the Unicode Private Use Area en 2010,  U+F3A2 CYRILLIC CAPITAL LETTER YUK et  U+F3A3 CYRILLIC SMALL LETTER YUK combiné avec le diacritique brève U+0306 : ̆ et ̆.
Dans la police de caractères RomanCyrillic Std, les caractères ЈꙊ (U+0408 CYRILLIC CAPITAL LETTER JE, U+A64A CYRILLIC CAPITAL LETTER MONOGRAPH UK) forment une ligature majuscule ouk yodisé et јꙋ (U+0458 CYRILLIC SMALL LETTER JE, U+A64B CYRILLIC SMALL LETTER MONOGRAPH UK) forment une ligature minuscule ouk yodisé. Celles-ci peuvent être combinées avec le diacritique brève U+0306 : ЈꙊ̆ et јꙋ̆.

## Sources
- (en) Victor Baranov, David J. Birnbaum, Ralph Cleminson, Heinz Miklas et Achim Rabus, Proposal for a unified encoding of Early Cyrillic glyphs in the Unicode Private Use Area, 2010 (lire en ligne)
- (ro) Pârvu Boerescu, Din istoria scrierii românești, București, Editura Academiei Române, 2014 (ISBN 978-973-27-2459-0)
- Marcel Ferrand, « Comment les Roumains changèrent d’alphabet », Slavica Occitania, vol. 27,‎ 2008, p. 167-188 (lire en ligne)
- (en + sr + ru) Heinz Miklas, Viktor A. Baranov, Zoran Kostić, Viktor Savić, Ralph Cleminson, David Birnbaum et Sebastian Kempgen, Стандард Старословенског Ћириличког Писма = Стандарт Старославянского Кириллического Письма = Standard of the Old Slavic Cyrillic script,‎ 2008 (manuscripts.ru, cirilica.net)
- (de + ro) Teodor Stamati, Wörterbuch der deutschen und romanischen Sprache, 1852 (lire en ligne)